# Auchenochondria lobosa
Auchenochondria lobosa – gatunek widłonoga z rodziny Chondracanthidae; jedyny przedstawiciel rodzaju Auchenochondria. Gatunek i rodzaj opisali w 1979 roku biolodzy Masahiro Dojiri i Penny Sue Perkins. Skorupiaki te są pasożytami ryby Paralichthys californicus z rzędu flądrokształtnych. Okazy typowe pozyskano z jam gębowych ryb złowionych w lagunie Agua Hedionda w Carlsbad w Kalifornii.